# Мнесікл
Мнесікл (грец. Μνησικλής) — давньогрецький архітектор другої половини V ст. до н. е., доби Перикла. Представник стилю високої класики. Брав участь у спорудженні ансамблю Афінського акрополя, побудувавши монументальні вхідні ворота — Пропілеї (437–432 до н. е.).
Початковий проект Пропілей, як це доведено Дернфельдом, був створений Мнесіклом набагато ширше, але не був виконаний з причин, які дослідникам так і не вдалось напевне встановити. Припускають, що тут зіграла роль ворожа Периклові партія, які прикривались релігійними міркуваннями: Пропілеї повинні були зайняти частину ділянки землі, присвяченої Артеміди Бравронії, вони також мали фактично знищити частину священної пеласгічної стіни.
Зрештою Пропілеї залишились незавершеними внаслідок спалахнувшої 431 до н. е. Пелопоннеської війни: кошти, призначені для їх спорудження, були вжиті на військові витрати.
- Галерея Зевса Визволителя
- Архаїчна Греція
- Архітектура Стародавньої Греції